# اتو کورتس
اتو کورتس (به آلمانی: Otto Kurz) (متولد ۲۶ می ۱۹۰۸ - درگذشت ۳ سپتامبر ۱۹۷۵) تاریخ‌دان و استاد اسلید هنرهای زیبا در دانشگاه آکسفورد بود. او در دانشگاه وین تحصیل کرده است.
به دنبال فرار از دست نازی‌ها به لندن، او کتاب‌دار انجمن واربرو (Warburg) در سال‌های ۱۹۴۴ تا ۱۹۶۵ و استاد تاریخ عقاید سنتی کلاسیک و مخصوصاً خاورنزدیک دانشگاه لندن در سال‌های ۱۹۶۵-۱۹۷۵ بود. او بین ۱۹۷۱ و ۱۹۷۲ استاد اسلید هنرهای زیبا دانشگاه آکسفورد شد.

## افتخارات
- مدرس مدعو دانشگاه عبری اورشلیم، در ۱۹۶۴ و ۱۹۷۳
- منتخب به عنوان عضو آکادمی بریتانیا در ۱۹۶۲
- عضو افتخاری Associazione Francesco Francia، بولوگنا، Raccolta Vinciana، میلان، Accademia Clementina، بلوگنا.